# Alpaida jacaranda
Alpaida jacaranda là một loài nhện trong họ Araneidae.
Loài này thuộc chi Alpaida. Alpaida jacaranda được Herbert Walter Levi miêu tả năm 1988.